# 建台大丸
建台大丸百貨為建台水泥轉投資、與日本大丸百貨技術合作的一家百貨公司，曾有高雄和台中兩家分店，皆已結束營業。
- 高雄店

1999年10月23日開幕，位於高雄市東帝士85大樓B1F～7F，但經營二年多，營業狀況始終不佳。2001年終止與大丸合作、更名為建台百貨，2002年結束營業。營業額：2000年新臺幣17.5億元、2001年新臺幣9.6億元。同棟大樓8F～11F亦是由建台水泥轉投資的室內主題樂園「建台魔幻嘉年華」，已歇業。
- 台中店

1999年底開幕，由東帝士集團旗下的建台水泥所投資，與台中晶華酒店同位於中港晶華大樓，2000年結束營業，原址現為金典綠園道。